# Alchemilla xanthochlorella
Alchemilla xanthochlorella é uma espécie de rosácea do gênero Alchemilla, pertencente à família Rosaceae.